# باجيراو ماستاني (فلم)
باجيراو ماستاني، (بالإنجليزية: Bajirao Mastani)، فيلم تاريخي هندي مِن النوع الرومانسي الدرامي، من إخراج وإنتاج وكتابة سانجاي ليلا بهنسالي كما قام بِتلحين أغاني الفيلم والموسيقى التصويرية الخاصة به. الفيلم بطولة رانفير سينغ، ديبيكا بادكون، بريانكا تشوبرا والممثلة تانفي عزمي بدور ثانوي. وهو من إصدار 2015.
الفيلم يتكلم عن بيشوا باجيراو الذي أدى دوره رانفير سينغ وزوجته الثانية المسلمة ماستاني التي أدت دورها ديبيكا بادكون وزوجته الأولى الهندوسية كاشيباي التي قامت بريانكا تشوبرا بأداء دورها.

## قصة الفيلم
للمزيد عن القصة يُمكنك مُطالعة مقالة باجي راو الأول

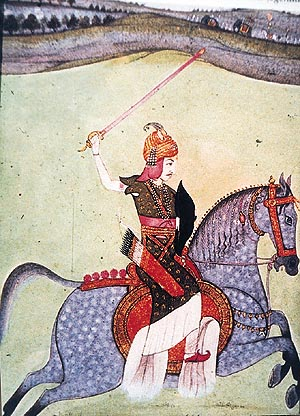
تصوير لِباجيراو.

يحكي الفيلم قصة حقيقية وقعت في القرن الثامن عشر الميلادي وهي قصة حُبّ ثلاثية بين بيشوا باجيراو أو باجي راو الأول (رانفير سينغ) مع زوجته الثانية المُسلمة ماستاني (ديبيكا بادكون) وزوجته الأولى الهندوسية كاشيباي (بريانكا تشوبرا).

## الممثلون
- رانفير سينغ بِدور بيشوا باجيراو وهو قائد عسكري وحاكم لإمبراطورية ماراثا من عام 1720 حتى وفاته عام 1740 عن عُمر يُناهز 40 عاماً.
- ديبيكا بادكون بِدور ماستاني وهيّ الزوجة الثانية لِباجيراو.
- بريانكا تشوبرا بِدور كاشيباي وهيّ الزوجة الأولى لِباجيراو.
- تانفي عزمي بِدور رادها باي وهيّ والدة باجيراو الكارهة لماستاني.[5]
- فايبهاف تاتواوادي بِدور القائد تشيماجي أبا الأخ الأصغر لباجيراو الذي سيكون من كبار أعداء ماستاني وسيتحد مع بلاجي باجي راو ابن باجيراو حتى يبعدون ماستاني عنه ويحدون من تأثيرها الكبير على باجيراو.[6]
- سوخادا خاندكيكار بِدور أنوباي وهيّ شقيقة باجيراو.[7]
- أنوجا غوخال بِدور بهيوباي وهيّ شقيقة باجيراو.[7]
- ماهيش مانجريكار.[8]
- آيوش تاندون بِدور بلاجي باجي راو ابن باجيراو البكر من زوجته كاشيباي الذي سوف يحقد على ماستاني فيبدأ بتدبير المكائد لجعلها تفترق عن والده ويُحاربها لدرجة قد تقطع علاقته بوالده للأبد.
- ميلند سومان.[9]

## الإنتاج

### اختيار الممثلون

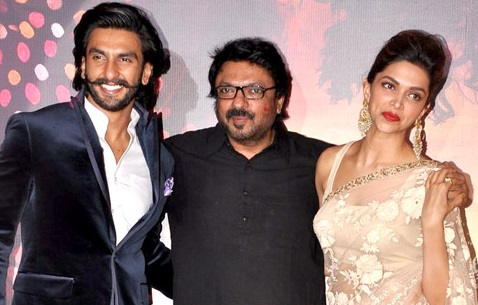
رانفير سينغ وديبيكا بادوكون والمخرج سانجاي ليلا بهنسالي معاً.

تمَّ الإعلان عن الفيلم لأول مرة في عام 2003 حيثُ أراد سانجاي ليلا بهنسالي أن يقوم سلمان خان بدور باجيراو وآيشواريا راي بدور ماستاني بسبب النجاح الكبير الذي حققه هذا الثنائي في فيلم هم ديل دي تشوكي سانام والذي كان من إنتاج وإخراج سانجاي ليلا بهنسالي أيضاً ولكن رغم موافقة الاثنان إلا أنّه حدثت فضيحة كبيرة في ذلك العام عندما قررت آيشواريا راي ترك سلمان خان الذي كانت آنذاك تُقيم معه علاقة حُبّ، بسبب تلكم المُشكلة انسحبت آيشواريا مِن الفيلم، كان سانجاي ليلا بهنسالي يحلم بصنع فيلم عن قصة الحب الشهيرة التي جمعت بين باجيراو وماستاني لذا أُصيب بالإحباط جراء ما حدث وذهب يبحث عن أبطال آخرين للفيلم، في شهر يوليو، 2003 أعلن سانجاي ليلا بهنسالي أنّه اختار لبطولة الفيلم سلمان خان مع راني موكيرجي في دور الزوجة الأولى كاشيباي وكارينا كابور بدور الزوجة الثانية ماستاني، ولكن لم تستقم الأُمور معهم حيثُ ظهر سانجاي ليلا بهنسالي في الموسم الأول للبرنامج الحواري الشهير كوفي ويذ كاران وقال أنّه قام بإلغاء العقد مع كارينا كابور لعدم أهليتها لدور ماستاني ولأنها وسلمان وراني مُنشغلون في تصوير أفلام أُخرى.
بعد ذلك انشغل سانجاي ليلا بهنسالي أيضاً في تصوير فيلم بلاك (فيلم 2005) الذي كان من بطولة راني موكيرجي وأميتاب باتشان عام 2005، وفيلم ساواريا الذي كان من بطولة رانبير كابور وسونام كابور عام 2007، وفيلم غوزاريش الذي كان من بطولة هريثيك روشان وآيشواريا راي عام 2010، وفيلم مسرحية من الرصاص: رام-ليلا (فيلم) الذي كان من بطولة ديبيكا بادكون ورانفير سينغ عام 2013، طوال تلك السنوات العشرة اشتغلت وسائل الإعلام بالإشاعات عن أبطال هذا الفيلم فتارة يقولون شاروخان وتارة أجاي ديفجان وتارة هريثيك روشان وتارة أُخرى يقولون رانفير سينغ  وديبيكا بادكون  وتارة يقولون كاترينا كيف.
في يوليو، عام 2014 أعلن سانجاي ليلا بهنسالي بشكل رسمي أنّ أبطال الفيلم هُم رانفير سينغ بدور باجيراو وبريانكا تشوبرا بدور الزوجة الأولى وقال أنّه يُريد إعادة أبطال فيلمه السابق مسرحية من الرصاص: رام-ليلا (فيلم) وهم رانفير سينغ وديبيكا بادكون لذا عرض على ديبيكا بادكون دور ماستاني ولكن ديبيكا عرض عليها كاران جوهر قبله بطولة أحد أفلامه بذات الوقت مما جعلها تتأخر في الرد على سانجاي ليلا بهنسالي ولكنها في النهاية تركت فيلم كاران جوهر ووافقت على فيلم باجيراو ماستاني لأنّه من بطولة حبيبها على أرض الواقع رانفير سينغ.
بعد موافقة ديبيكا بادكون وتحديد أبطال الفيلم وتوقيع العقود معهم بدأ سانجاي ليلا بهنسالي بالعمل على أبطال الفيلم الثلاثة وشخصياتهم قبل تصوير الفيلم حيثُ أمرهم بتعلم اللغة المراثية وأن يتحدثوا بها أثناء حياتهم اليومية حتى يتقنوها بشكل تام، وقام بإخضاع رانفير سينغ لحمية غذائية صعبة حتى يخسر عضلاته ويُصبح نحيلاً قليلاً لأن باجيراو كان كذلك وقام بحلق شعر رأس رانفير سينغ ولحيته حتى يُصبح أصلعاً كباجيراو وأيضاً قام سانجاي ليلا بهنسالي بتوكيل مُدربين حتى يقوموا بتعليم رانفير سينغ فنون الدفاع عن النفس الهندية القديمة وركوب الخيل والمُبارزة بالسيوف، ومن ناحية أُخرى أمر ديبيكا بادكون بتعلم نوع من أنواع الرقص القديم اسمه كاثاك وذلك لأنّ ماستاني كانت بارعة في هذا النوع من الرقص، إضافة إلى ذلك قام رانفير وديبيكا بتعلُم نوع من أنواع القِتال الحربي اسمه "كالاريباياتو"، أما بريانكا تشوبرا فقد خضعت لتدريب مكثف لمدة 15 يوماً حتى تتقن اللغة المراثية ولكي تتقن أداء شخصية كاشيباي.
في سبتمبر، 2014 تمَّ التأكيد على أن الممثلة تانفي عزمي ستقوم بأداء دور رادها باي والدة باجيراو وهو دور مهم جداً في الفيلم لكون والدة باجيراو لها مُشاركة كبيرة في محاولة تفريق ماستاني عن باجيراو، وكان هُناك عدة ممثلات مرشحات لهذا الدور مثل شبانة عزمي وديمبل كاباديا وسوبريا باثاك التي قامت بلعب دور والدة ديبيكا بادكون في فيلم مسرحية من الرصاص: رام-ليلا (فيلم) ولكن أياً من تلكم الممثلات لم تفز بالدور بل كان من نصيب تانفي عزمي. وفي نوفمبر من نفس العام تم اختيار ممثلتان من أجل تأدية دور أنوباي ودور بهيوباي وهُنّ أخوات باجيراو، وأيضاً أعلن سانجاي ليلا بهنسالي في نفس الشهر أنّ المصممة أنجو مودي ستقوم بتصميم الأزياء في الفيلم ومن المُقرر أن ترتدي ديبيكا بادوكون ملابس ذات طابع إسلامي ملكي. وفي شهر يناير، 2015 أُعلِن أنَّ الممثل فايبهاف تاتواوادي سوف يقوم بلعب دور تشيماجي أبا أخ باجيراو الأصغر.

### التصوير
بدأ التصوير في 23 سبتمبر، 2014 مع رانفير سينغ وبريانكا تشوبرا من دون ديبيكا بادكون لأن بداية الفيلم تتمحور على شباب وطفولة باجيراو ثُمّ حول زواجه من كاشيباي وبداية زواجهم وحياتهم معاً قبل أن يقوم باجيراو بإنقاذ مملكة والد ماستاني من الاحتلال لذا يقوم والدها بتزوجيه إياها كمكافأة ثم تبدأ القصة الحقيقية، ولم تبدأ ديبيكا بادكون تصوير مشاهدها إلا في شهر مارس، 2015 لأنها منشغلة بتصوير أفلام أُخرى والترويج لها، سيتم تصوير بعض المشاهد في مدينة سينمائية خاصة بِسانجاي ليلا بهنسالي بينما سيتم تصوير بقية المشاهد مواقع أثرية وطبيعية في ماديا براديش وراجستان وغوجارات ومدينة واهي.

## الأغاني والموسيقى التصويرية
كانت هُناك أنباء كثيرة تقول أنّ أي.أر. رحمان سيقوم بِتلحين أغاني الفيلم وسيتولى الموسيقى التصويريَّة، ولكن تمَّ نفي الخبر عندما أعلن سانجاي ليلا بهنسالي أنّه سيتولى تلحين الأغاني والموسيقى التصويريّة بنفسه ويُعّد هذا الفيلم ثالث فيلم يقوم سانجاي ليلا بهنسالي بتلحين موسيقاهـ بعد فيلم غوزاريش الذي كان من بطولة هريثيك روشان وآيشواريا راي وفيلم مسرحية من الرصاص: رام-ليلا (فيلم) الذي كان من بطولة رانفير سينغ وديبيكا بادكون.

## وصلات خارجية
- باجيراو ماستاني على موقع IMDb (الإنجليزية)
- باجيراو ماستاني على موقع ميتاكريتيك (الإنجليزية)
- باجيراو ماستاني على موقع روتن توميتوز (الإنجليزية)
- باجيراو ماستاني على موقع ألو سيني (الفرنسية)
- باجيراو ماستاني على موقع أول موفي (الإنجليزية)
- باجيراو ماستاني على موقع بوكس أوفيس موجو (الإنجليزية)
- باجيراو ماستاني على موقع فيلمافينيتي (الإسبانية)
- باجيراو ماستاني على موقع قاعدة بيانات الفيلم (الإنجليزية)
- باجيراو ماستاني على موقع ليتربوكسد (الإنجليزية)
- باجيراو ماستاني على موقع كينوبويسك (الروسية)